# Булаж (Франция)
Була́ж (фр. Boulages) — коммуна во Франции, находится в регионе Шампань — Арденны. Департамент — Об. Входит в состав кантона Мери-сюр-Сен. Округ коммуны — Ножан-сюр-Сен.
Код INSEE коммуны — 10052.
Коммуна расположена приблизительно в 120 км к востоку от Парижа, в 55 км юго-западнее Шалон-ан-Шампани, в 34 км к северу от Труа.

## Население
Население коммуны на 2008 год составляло 229 человек.
| 1962 | 1968 | 1975 | 1982 | 1990 | 1999 | 2008 |
| ---- | ---- | ---- | ---- | ---- | ---- | ---- |
| 227  | 243  | 210  | 225  | 204  | 221  | 229  |

## Экономика

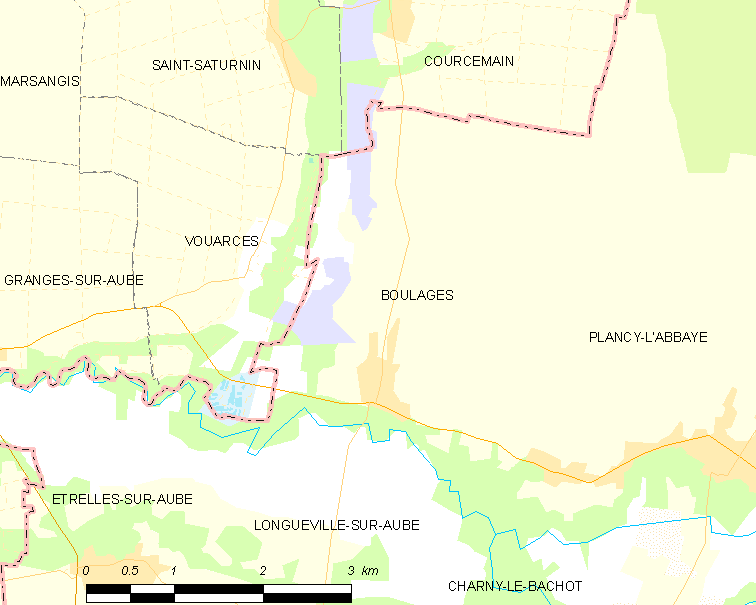
Карта коммуны

В 2007 году среди 136 человек в трудоспособном возрасте (15—64 лет) 106 были экономически активными, 30 — неактивными (показатель активности — 77,9 %, в 1999 году было 75,0 %). Из 106 активных работали 101 человек (54 мужчины и 47 женщин), безработных было 5 (3 мужчины и 2 женщины). Среди 30 неактивных 6 человек были учениками или студентами, 15 — пенсионерами, 9 были неактивными по другим причинам.